# Hof te Boekelo

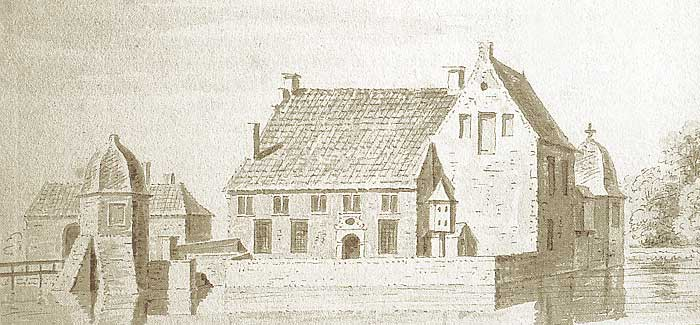
Een tekening van Cornelis Pronk omstreeks 1734. De havezate was in de tussentijd nauwelijks veranderd.

Hof te Boekelo was een havezate gelegen in Boekelo dat toentertijd deel uitmaakte van de buurschap Usselo in het richterambt Enschede. Boekelo was tevens de enige havezate in dit gericht. De eigenaar ervan maakte in de 17e en 18e eeuw deel uit van de Ridderschap van Overijssel en van de Staten van Overijssel.

## Geschiedenis
De voorloper van de havezate, het erve Vogelzang, wordt in 1450 voor het eerst genoemd als Johan van Twickelo, de heer van Twickel het in leen opdraagt aan Otto, Heer van Bronkhorst en Borculo. Door huwelijk kwam het erf in de zestiende eeuw aan de familie Ripperda. Herman Ripperda bouwde er kort na 1569 als eerste een adellijke woning. Zijn erfgenamen woonden overwegend op het veel minder afgelegen Huis Hengelo. Na het overlijden van Unico Ripperda, zoon van Willem Ripperda, in 1678 liet zijn erfgenaam Borchard Amelis van Coeverden Boekelo verkopen om Unico's schulden af te kunnen lossen.
De havezate werd verkocht aan Elisabeth Havius, een nicht van een van de schuldeisers, Willem Havius. Elisabeth was gehuwd met Cornelis van Aerssen, drost van het graafschap Dalhem en het Land van 's-Hertogenrade. Hun nazaten droegen Boekelo in 1735 over aan hun familielid Cornelis Jacob Mahony. Uit deze tijd is een tekening van Cornelis Pronk bewaard gebleven waarop  't Hof te Boekholt in zijn gedaante in 1729 staat afgebeeld. In de tweede helft van de achttiende eeuw werd het kasteel verbouwd en voorzien van een nieuwe voorgevel waarvan de middentravee werd bekroond door een klokgevel.
In 1792 werd de havezate publiekelijk verkocht aan Hendricus Ignatius van Kempen. Hij verhuisde in 1817 van Hof te Boekelo naar de Aalshorst bij Dalfsen en liet Boekelo veilen. Het werd aangekocht door Gerhardus Kwinkeler, Jan Dijk en Johan Gabriel Borchard Weerman. Kort daarop werd het kasteel voor afbraak verkocht. In 1822 verkocht Weerman de huisplaats met de daaraan verbonden rechten aan Helmich van Heek, een fabrikeur te Enschede. In 1949 brachten zijn nazaten Boekelo samen met landgoed 't Stroot onder in een tot 1972 naamloze en sindsdien besloten vennootschap.

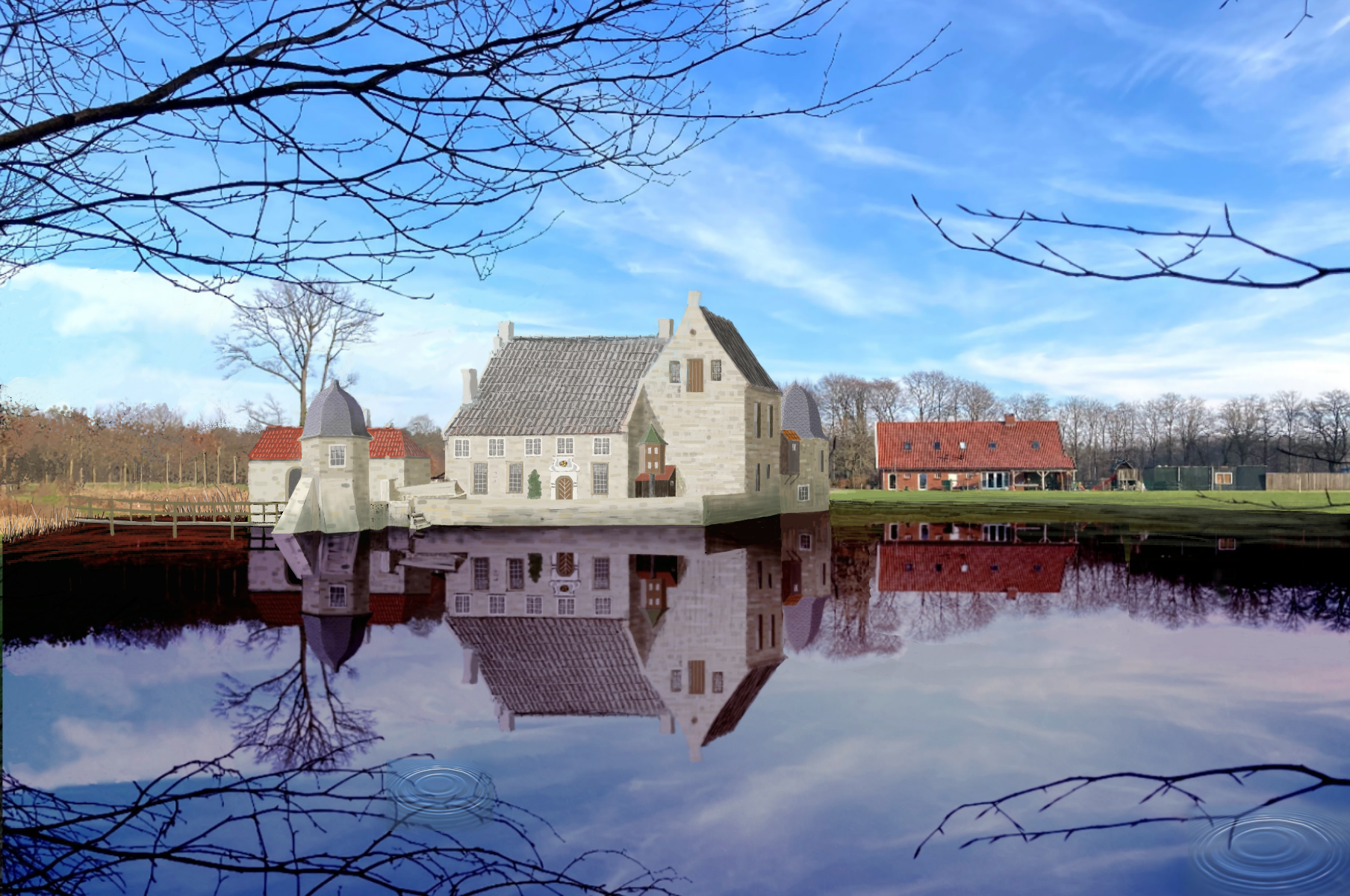
House Hof te Boekelo (drawing/ photo/ sketch) by Gert Jacobs.